# Farben Lehre
Farben Lehre je polská punková kapela založená v roce 1986 Vojtěchem Wojdou. První koncert kapely se uskutečnil 21. října 1986 ve městě Płock. V roce 1990 se stali jednou z oceněných kapel na festivalu v Jarocině.

## Současná sestava
- Wojciech Wojda[1] - texty, zpěv
- Konrad Wojda - kytara
- Filip Grodzicki - basová kytara
- Adam Mikołajewski - bicí

## Diskografie
- 1991 - Bez pokory
- 1993 - My maszyny
- 1994 - Samo życie (live)
- 1995 - Nierealne ogniska
- 1995 - Insekty
- 1996 - Zdrada
- 1996 - Garażówka
- 2001 - Atomowe zabawki
- 2001 - Wiecznie młodzi
- 2003 - Bez pokory / My maszyny
- 2003 - Pozytywka
- 2004 - Insekty / Zdrada
- 2005 - Farbenheit
- 2006 - Farben Lehre
- 2008 - Snukraina
- 2009 - Ferajna
- 2012 - Achtung 2012
- 2013 - Projekt Punk